# Асбел Кіпроп
Асбел Кіпроп  (англ. Asbel Kiprop, 30 червня 1989) — кенійський легкоатлет, олімпійський чемпіон.

## Виступи на Олімпіадах
| Олімпіада   | Дисципліна         | Місце |
| ----------- | ------------------ | ----- |
| Пекін 2008  | біг на 1500 метрів | 1     |
| Лондон 2012 | біг на 1500 метрів | 12    |
| Ріо 2016    | біг на 1500 метрів | 6     |